# Cutremurul din 1940 (România)
Cutremurul din 1940 a fost un cutremur cu magnitudinea de 7,4 grade pe scara Richter (7,7 Mw), produs la ora 3:39 dimineața, pe data de 10 noiembrie 1940, cu epicentrul în zona Vrancea, la o adâncime de circa 134 km. A fost primul mare cutremur din România contemporană, având o durată de 46 de secunde. Efectele lui au fost devastatoare în centrul și sudul Moldovei, dar și în Muntenia. Numărul victimelor a fost estimat la 1.500 de morți și 5.000 de răniți, majoritatea în Moldova. Din cauza contextului în care s-a produs, cifra exactă a victimelor nu a fost cunoscută, informațiile fiind cenzurate în timpul războiului.
Cutremurul s-a resimțit pe mai mult de 2 milioane km². Mișcarea terenului s-a simțit spre est la Odessa, Cracovia, Poltava, Kiev și până la Moscova, unde a și provocat unele distrugeri (intensitatea estimată V–VI). Spre nord, aria macroseismică s-a întins până la Leningrad; spre vest până peste fluviul Tisa, iar spre sud-vest și sud, în Iugoslavia, în toată Bulgaria și mai departe până la Istanbul.

## Context
Anul 1940 s-a caracterizat printr-o activitate seismică foarte ridicată în Vrancea, nu doar din cauza cutremurului din 10 noiembrie și a replicilor sale, ci, în realitate, pe tot parcursul acelui an s-au produs multe cutremure. Astfel, încă din primele luni ale anului 1940 s-au produs cutremure vrâncene care, conform cataloagelor, au avut magnitudini de 4,5–5 și au avut loc la adâncimi mari, de 130–160 km.
Pe la mijlocul anului, mai exact în ziua de 24 iunie 1940 s-a produs un cutremur vrâncean de magnitudine 5,5 la 115 km adâncime, resimțit ușor în Muntenia și Moldova. A urmat o perioadă de liniște relativă până la începutul lui octombrie, mai exact pe 3 octombrie 1940, când s-a produs un seism de 4,7–5 la 150 km adâncime.
În seara zilei de 21 octombrie 1940 s-au produs mai multe cutremure vrâncene, dintre care cel mai important a avut loc pe la miezul nopții la adâncimea de 100 km (M=4,5). În dimineața zilei de 22 octombrie 1940, la ora 8:37, în zona Vrancea s-a produs un cutremur mai puternic, de magnitudine Mw=6,5 (6,1 pe scara Richter) și intensitate maximă VII spre VII ½ pe scara Mercalli, la o adâncime de 122–125 km; acest seism a fost destul de puternic resimțit în special în Muntenia și Moldova (cu intensități care pe o arie destul de largă au fost de VII grade pe scara Mercalli). Ruperea a fost, se pare, între 125–140 km adâncime.
S-au semnalat doar stricăciuni ușoare, crăpături în pereți, geamuri sparte, dar fără victime. Cutremurul din 22 octombrie nu a avut imediat replici (notabile, adică de cel puțin 4).
La începutul lunii noiembrie s-au produs, însă, mai multe cutremure de peste 4 la 140–150 km adâncime. În ziua de 8 noiembrie 1940, la ora 14, cu mai puțin de două zile înainte de cutremurul catastrofal, s-a produs un alt cutremur vrâncean de 5,5 grade la 145 km adâncime, seism care a fost resimțit și la București. O zi mai târziu, în după-amiaza de 9 noiembrie 1940 s-au înregistrat câteva cutremure slabe, locale, în zona orașului Panciu, mișcări care au trecut aproape neobservate de populație (II–III grade pe scara Mercalli).
Violentul cutremur produs în dimineața zilei de 10 noiembrie a surprins opinia publică, în special datorită faptului că în regiunea Vrancea nu mai avusese loc un seism de o magnitudine foarte mare din anul 1838. Toate seismele vrâncene mai semnificative (cu magnitudini mai mari de 6,5) produse în acest interval de timp (în 1868, 1893, 1894 și 1908) nu au avut caracter catastrofal, ele cauzând numai pagube minore sau medii clădirilor mai vechi; aceste seisme au avut magnitudini de 6,6–6,8 grade. Prin ordinul de mărime, acest seism aparține seriei seismelor vrâncene majore, așa cum au fost cele din anii 1471, 1516, 1590, 1620, 1681, 1738, 1802, 1838 și, ulterior, 1977. Toate aceste cutremure vrâncene majore (de magnitudini mai mari de 7) au cauzat pagube majore pe arii întinse, având arii macroseismice foarte largi.

## Replici
Cutremurul din 10 noiembrie 1940 a avut mai multe replici, încă din primele momente, dintre care șase au atins magnitudini de peste 5. Cea mai puternică replică s-a înregistrat în dimineața zilei de 11 noiembrie 1940, la ora 8:34, având magnitudinea 5,5 grade, intensitatea maximă VI, adâncimea focală 150 km, replică ce a fost, se pare, resimțită ușor și la București. Seria de replici a continuat până la începutul lunii decembrie 1940, după care s-a stins treptat. Studiile ulterioare au ajuns la concluzia ca marele cutremur din noiembrie 1940 a rupt segmentul inferior, cel mai profund, al blocului litosferic, undeva intre 135–160 km adâncime.

## Pagube și victime

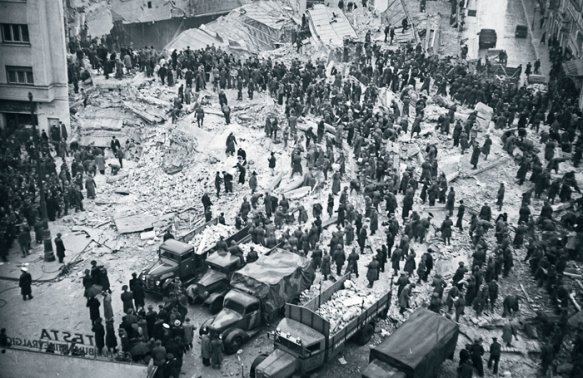
Operațiuni de salvare a victimelor din blocul Carlton

Informațiile referitoare la cutremurul din 1940 au fost în mare parte cenzurate, îndeosebi din cauza faptului că se declanșase cel de-Al Doilea Război Mondial. Prin urmare, cifra precisă a victimelor a fost doar estimată. Se apreciază că acestea ar fi fost de 1.000 de morți, majoritatea în Focșani și Moldova în general și circa 4.000 de răniți. În 1982, memoriile publicate de vicepremierul României la momentul evenimentului, indicau 593 de morți și 1.271 de răniți în toată țara.
Cutremurul din 1940 a fost resimțit puternic și în București, unde a produs importante pagube și între 300 și 500 de morți. Tot atunci, a avut loc prăbușirea blocului Carlton, simbol al Bucureștiului interbelic și una dintre cele mai moderne clădiri ale vremii, construită din beton armat și prevăzută cu 12 etaje. Blocul se afla la intersecția străzii Regale cu bulevardul Nicolae Bălcescu, denumit pe atunci Brătianu. Majoritatea persoanelor decedate în București în urma seismului se găseau în această clădire, neînregistrându-se niciun supraviețuitor în urma prăbușirii ei. După cutremur, subsolul clădirii a fost cuprins de flăcări ceea ce a îngreunat intervenția echipelor. „La ora 4, focul izbucnit la subsol, continua să ardă, împrăștiind valuri de fum”, mai preciza presa vremii. „Din adăposturile subterane, apelurile se auzeau din ce în ce mai slab, după care au încetat definitiv. Asfixia și inundația – căci apa intra continuu în cavități – au contribuit la moartea lor rapidă”, scriau ziariștii. Proiectantul, unul din marii arhitecți ai vremii și un filozof al arhitecturii, prințul G. M. Cantacuzino, din familia Cantacuzinilor, profesor de istoria arhitecturii la Facultatea de Arhitectură, a fost considerat vinovat și condamnat la închisoare. Constructorul a avut aceeași soartă.
Alături de blocul Carlton, multe alte structuri înalte (peste 9 etaje) din Capitală au fost grav deteriorate: blocul Belvedere de pe strada Brezoianu nr. 7, blocul Wilson ș.a. În oraș, 183 de case erau amenințate cu surparea, circa 600 persoane urmând a fi evacuate. Primăria Bucureștiului a primit peste 2.500 de cereri de asistență la clădirile avariate. S-au înregistrat pagube mari la zeci de clădiri: la Ateneul Român, Teatrul Național, Opera, pe tot parcursul Căii Victoriei, la Casa de Depuneri, Palatul Poștei, Palatul Justiției, în str. Lipscani, Biserica Popa Tatu s-a dărâmat; la Marele Stat Major (str. Știrbei Vodă), statuia generalului Cernat a căzut de pe soclu, iar toate ceasurile publice s-au oprit. O serie de personalități și-au pierdut viața în cutremurul din 1940, printre care s-a aflat și I. Vasilache, compozitor și cântăreț la modă, care formase un cuplu de comici muzicali, Stroe și Vasilache, celebri în perioada interbelică. Potrivit propriilor declarații, actorul Sebastian Papaiani și-a pierdut frații gemeni la cutremurul din 1940.
Printre clădirile afectate au fost și Închisoarea Doftana, ale cărei ziduri s-au prăbușit, cauzând moartea mai multor persoane. Literatura comunistă emfatizează moartea a 14 militanți comuniști, printre care și Ilie Pintilie, membru CC al PCR.
Orașul Panciu a fost distrus în proporție de 99% (din 371 case de zid, numai 5 au rămas în picioare, împreună cu 57 case de paiantă sau din bârne aflate la periferie). Deși nu a existat un bilanț unanim acceptat, la Panciu Adolf Capatina vorbește de „42 de morți și 76 de răniți, trimiși la Mărășești și Focșani, pe unde au mai murit dintre ei”. În ziua de 16 noiembrie 1940, orașul a fost vizitat de șeful statului, generalul Ion Antonescu. Acesta, a ordonat un plan de refacere completă a orașului și modernizarea lui. Au fost afectate și orașele Brăila, Galați, Tecuci, Focșani, Turnu Măgurele, Câmpulung, Târgoviște, Mizil, Râmnicu Sărat, Iași, Bârlad și Buzău. Circa 25% din zona construită din București a fost afectată.
În Transilvania de Sud, cel mai afectat oraș a fost Brașovul, unde s-au prăbușit mai multe clădiri, si o parte din Fabrica de Zahăr Bod. În Transilvania de Nord, aparținând pe atunci Ungariei, s-au produs pagube importante mai ales la Sfântul Gheorghe, Covasna, Târgu Secuiesc. Un număr de biserici au fost avariate, inclusiv și cea din Șumuleu Ciuc. Administrația militară ungară a demolat mai multe biserici ortodoxe, motivând cu stricăciunile produse de cutremur.
La Chișinău, aparținând Uniunii Sovietice, cutremurul a făcut 78 victime și a afectat 2.795 de clădiri (172 distruse). La sud, în Bulgaria, 15 persoane au avut nevoie de îngrijiri medicale.
Cutremurul a cauzat și importante efecte morfologice la nivelul scoarței terestre, în special în regiunile subcarpatice din Muntenia și Moldova; aceste efecte s-au manifestat prin alunecări de teren, fisuri, tasări, formarea de crăpături în straturile superficiale ale scoarței, țâșniri de apă din crăpăturile formate paralel cu cursurile râurilor. În județul Covasna s-a format o fractură lungă de cca. 150 m, în lungul căreia au apărut pungi de noroi.
| Locație               | Județ (numele și granițele din 1940) | Morți (Sima, 1982) | Răniți            |
| --------------------- | ------------------------------------ | ------------------ | ----------------- |
| Blocul Carlton        | București                            | 140                | 86                |
| diverse locații       | București                            | câțiva?            | 300               |
| Panciu                | Putna                                | 44                 | mulți (70?; 190?) |
| Focșani               | Putna                                | 12                 | ~115              |
| Galați                | Covurlui                             | 34                 | 40–130            |
| diverse locații       | Covurlui                             | 107                | necunoscut        |
| Bârlad                | Tutova                               | 12                 | ~20               |
| Huși                  | Fălciu                               | puțini             | ~20               |
| Vaslui                | Vaslui                               | puțini             | puțini            |
| Târgu Berești         | Covurlui                             | puțini             | 0                 |
| Tecuci                | Tecuci                               | 19                 | ~20               |
| Buzău                 | Buzău                                | 20                 | necunoscut        |
| Râmnicu Sărat         | Râmnicu Sărat                        | 0                  | ~5                |
| Pătârlagele           | Buzău                                | puțini             | necunoscut        |
| Iași                  | Iași                                 | 8                  | ~5                |
| Câmpina               | Prahova                              | 6                  | necunoscut        |
| Închisoarea Doftana   | Prahova                              | ~20                | 78                |
| Ploiești              | Prahova                              | 7                  | necunoscut        |
| Închisoarea Mărgineni | Prahova                              | 4                  | necunoscut        |
| Valea Boului          | Prahova                              | 4                  | necunoscut        |
| Boldești              | Prahova                              | 3                  | necunoscut        |
| Apostolache           | Prahova                              | 3                  | necunoscut        |
| Scăieni               | Prahova                              | 2                  | necunoscut        |
| Mălăești              | Prahova                              | 2                  | necunoscut        |
| diverse locații       | Prahova                              | ~14                | ~270              |
| Mizil                 | Buzău                                | puțini             | puțini            |
| Târgoviște            | Dâmbovița                            | puțini             | necunoscut        |
| Craiova               | Dolj                                 | 5                  | puțini            |
| Turnu Măgurele        | Teleorman                            | 0                  | puțini            |
| Tulcea                | Tulcea                               | puțini             | puțini            |
| Constanța             | Constanța                            | 0                  | puțini            |
| altundeva în România  | ~94                                  | ~360               |                   |
| Total                 |                                      | 593                | 1.271             |

## Reacții
Cutremurul din 10 noiembrie 1940 a determinat o amânare a instalării de baze militare germane pe teritoriul românesc.
După evaluarea pagubelor, Asociația Generală a Inginerilor din România a efectuat un studiu detaliat cu privire la efectul seismului asupra clădirilor din beton armat. Inginerii au ajuns la concluzia că normele referitoare la calculul construcțiilor din beton armat nu prevedeau riscul seismic, fiind copiate după modelul german, Germania situându-se într-o zonă fără risc seismic.
De asemenea, în urma cutremurului, geologul Ion Atanasiu (1892–1949) a realizat un prim studiu științific și a creionat harta seismică a României, subliniind că, deși există numeroase focare seismice – transilvanice, banatice, danubiene, făgărășene, pontice –, cele mai distrugătoare seisme sunt cele pe care le-a denumit moldave, cu epicentrele aflate în zona Vrancea. Pe harta lui Atanasiu sunt figurate două aliniamente mai importante de sensibilitate seismică în sud-estul României: primul, Urziceni–Lehliu–Călărași, al doilea, București.
Ulterior, în perioada postbelică, experții au elaborat noi norme de construcție, care au fost aplicate la toate clădirile.
Lipsa reparațiilor corespunzătoare de după cutremur la multe clădiri, ținând cont și de perioada în care se afla România, cât și efectul bombardamentelor din 1944 și neglijarea reparațiilor de după război au făcut ca, la următorul cutremur puternic din 4 martie 1977, o mare parte din clădirile deja afectate să se prăbușească. Unele dintre ele fuseseră identificate de Ing. Aurel Beleș ca necesitând consolidări serioase: Blocul Casata, Algiu/Scala, Wilson sau Belvedere.